# Municipio de Oakland (condado de Clay)
El municipio de Oakland (en inglés: Oakland Township) es un municipio ubicado en el condado de Clay en el estado estadounidense de Kansas. En el año 2010 tenía una población de 95 habitantes y una densidad poblacional de 1,02 personas por km².

## Geografía
El municipio de Oakland se encuentra ubicado en las coordenadas 39°16′41″N 97°18′6″O / 39.27806, -97.30167. Según la Oficina del Censo de los Estados Unidos, el municipio tiene una superficie total de 92.88 km², de la cual 92,47 km² corresponden a tierra firme y (0,44 %) 0,41 km² es agua.

## Demografía
Según el censo de 2010, había 95 personas residiendo en el municipio de Oakland. La densidad de población era de 1,02 hab./km². De los 95 habitantes, el municipio de Oakland estaba compuesto por el 98,95 % blancos y el 1,05 % eran de una mezcla de razas. Del total de la población el 0 % eran hispanos o latinos de cualquier raza.